# Exechopalpus rufipalpus
Exechopalpus rufipalpus là một loài ruồi trong họ Tachinidae.